# Менді (Папуа Нова Гвінея)
Менді, —  столиця провінції Південний Гайлендс, Папуа Нова Гвінея. Біля міста протікає річка Лай. У місті є аеропорт Менді. Місто підпадає під Mendi Urban LLG.

## Географія
Місто розташоване у долині річки Менді, на висоті 1675 метрів над рівнем моря, на вапнякових пагорбах із заходу на схід. Річка Кікорі бере початок у гірській місцевості, де розташований Менді, а річки Ерав і Стрікленд протікають через гору Гілуве, другу за висотою вершину Папуа-Нової Гвінеї.

## Клімат
Деякі джерела вважають клімат місцевості Cfb за Кеппеном, тобто океанічним кліматом субтропічних нагір'їв, інші — вологим тропічним кліматом. Найтепліший місяць — грудень із середньою температурою 21.3 °C (70.3 °F). Найхолодніший місяць — липень, із середньою температурою 19.8 °С (67.6 °F).
| Клімат Менді            | Клімат Менді | Клімат Менді | Клімат Менді | Клімат Менді | Клімат Менді | Клімат Менді | Клімат Менді | Клімат Менді | Клімат Менді | Клімат Менді | Клімат Менді | Клімат Менді | Клімат Менді |
| Показник                | Січ.         | Лют.         | Бер.         | Квіт.        | Трав.        | Черв.        | Лип.         | Серп.        | Вер.         | Жовт.        | Лист.        | Груд.        | Рік          |
| Середня температура, °C | 21,2         | 21,2         | 21,2         | 21           | 20,9         | 20,1         | 19,8         | 20,1         | 20,5         | 21           | 21,2         | 21,3         | 20,8         |
| Норма опадів, мм        | 249.2        | 267.4        | 283.5        | 247.7        | 214.4        | 161.1        | 182.5        | 204.6        | 240.3        | 269.9        | 221          | 256.1        | 2797.7       |
| Днів з опадами          | 24,9         | 24,2         | 25           | 24,4         | 25,1         | 24,9         | 24,9         | 22,5         | 22,2         | 21,7         | 21,7         | 22,7         | 284,2        |
| Вологість повітря, %    | 78.3         | 78.8         | 79.2         | 79.3         | 81.8         | 81.9         | 83.2         | 81           | 78.2         | 76.3         | 75.8         | 77.4         | 79.3         |
| ----------------------- | ------------ | ------------ | ------------ | ------------ | ------------ | ------------ | ------------ | ------------ | ------------ | ------------ | ------------ | ------------ | ------------ |
| Джерело: Weatherbase    |              |              |              |              |              |              |              |              |              |              |              |              |              |

## Економіка
Менді густонаселене місто з відносно хорошою економікою. У місті є овочеві та кавові плантації та чайні сади, а також лісопилка. Рух у Менді здебільшого залежить від повітряного транспорту.

## Події
У середині червня 2018 року в Менді сталася регіональна криза, коли центральний уряд Папуа-Нової Гвінеї оголосив надзвичайний стан і призупинив роботу місцевого уряду Південний Гайлендс що базується у Менді на 9 місяців. Відбулися заворушення, коли регіональний суд ухвалив рішення оскаржити провінційні вибори, після того як один з місцевих кандидатів програв. Місцевий склад був пограбований, будівлі в Менді були підпалені, а літак Link PNG, припаркований в аеропорту, був спалений. Для відновлення порядку уряд Папуа-Нової Гвінеї відправив війська у місто.